# سیارک ۲۱۴۳۰
سیارک ۲۱۴۳۰ (به انگلیسی: 21430 Brubrew، نامگذاری:1998FG107) بیست و یک هزار و چهارصد و سی‌امین سیارک کشف شده‌است که در ۳۱ مارس ۱۹۹۸ کشف شد.
قدر مطلق سیارک برابر ۱۲.۳ است.